# 三重県道557号楚原停車場線
三重県道557号楚原停車場線（みえけんどう557ごう そはらていしゃじょうせん）は、三重県いなべ市を通る、かつて存在した一般県道である。

## 概要
いなべ市員弁町楚原からいなべ市員弁町大泉に至る。

### 路線データ
- 起点：いなべ市員弁町楚原（三岐鉄道北勢線 楚原駅前）
- 終点：いなべ市員弁町大泉（三重県道611号大泉多度線交点）
- 総延長：1,772 m

## 歴史
- 1959年（昭和34年）1月25日 - 路線認定[1]。
- 2025年（令和7年）3月25日 - 三重県告示第202号により廃止[2]。

## 路線状況

### 道路施設

#### 橋梁
- 喜之助橋（いなべ市）

## 地理

### 通過していた自治体
- 三重県
  - いなべ市

### 交差していた道路
| 交差していた道路        | 交差していた場所 | 交差していた場所 |
| ----------------------- | ---------------- | ---------------- |
| 国道421号               | 員弁町大泉新田   |                  |
| 三重県道611号大泉多度線 | 員弁町大泉       | 終点             |

### 沿線
沿線はいなべ市街地である。
- 三岐鉄道北勢線 楚原駅
- 楚原神社
- 員弁郵便局
- いなべ市立員弁中学校